# Бабій Марія Петрівна
Марі́я Петрі́вна Бабі́й (Бренецька) (* 16 січня 1949, Нижній Струтинь - 26 грудня 2018) — українська поетеса. Член Національної спілки письменників України від 1979 року.

## З життєпису
Народилася 16 січня 1949 року в селі Нижньому Струтині Рожнятівського району Івано-Франківської області. 1977 року закінчила Івано-Франківський педагогічний інститут. Марія Бабій тривалий час вчителювала в селах Рожнятівського району, в Івано-Франківських школах № 1, № 3, № 18, в Івано-Франківськом палаці піонерів. Пізніше, зачинає викладати українську мову та зарубіжну літературу в фізико-технічному ліцеї при Івано-Франківському національному технічному університеті нафти і газу.

## Творчість
Друкуватися Марія Бабій почала з 1971 року, спочатку в обласній, а потім у республіканській пресі. Її вірші публікували в журналах Радянська жінка, Україна, Перець, альманахах «Поезія», «Перевал».
Автор збірок поезій:
- «Польова криниця» (Київ, 1977),
- «Світанкові джерела» (Київ, 1985),
- «Житнє поле».

Видала також книжку гумору «Ліцейні жарти».